# Aleksandar Zorić

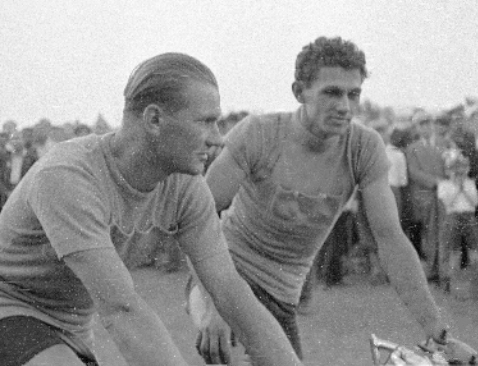
Zorić (rechts) mit August Prosenik

Aleksandar Zorić (* 17. Oktober 1925 in Zemun; † 17. November 2000 in Los Angeles) war ein jugoslawischer Radrennfahrer und Olympiateilnehmer.
Seinen sportlich größten Erfolg feierte er mit dem Sieg bei der Internationalen Friedensfahrt 1948, die in zwei Austragungen stattfand. Er gewann die Tour von Prag nach Warschau, sein Landsmann und größter nationaler Konkurrent August Prosenik gewann die Tour von Warschau nach Prag. Zorić siegte bei der Rundfahrt, ohne eine einzige Etappe gewonnen zu haben. Dank eines gelungenen Ausreißversuches auf der letzten Etappe verwandelte er einen fünfminütigen Rückstand in einen Vorsprung von fünf Minuten. Bei den anschließenden Olympischen Sommerspielen 1948 in London startete er im olympischen Straßenrennen, das er allerdings nicht beendete. In der Mannschaftswertung kam sein Team nicht in die Wertung. 
1947 gewann er die erste Meisterschaft im Mannschaftszeitfahren, die in Jugoslawien ausgetragen wurde. 1948 war er im Etappenrennen Kroz Hrvatsku i Sloveniju erfolgreich.